# 여주 신륵사 목조아미타여래삼존상
여주 신륵사 목조아미타여래삼존상(驪州 神勒寺 木造阿彌陀如來三尊像)은 경기도 여주시 신륵사에 있는 조선시대의 불상이다. 2012년 12월 27일 대한민국의 보물 제1791호로 지정되었다.

## 개요
여주 신륵사 목조아미타여래삼존상은 보살상의 보관과 대좌가 후보(後補)된 것을 제외하곤 보존상태가 양호하다. 주존인 불상을 좌상으로 하고 협시상을 입상으로 한 구성은 고려시대부터 이어져 내려오던 전통이다. 불상과 보살상들은 모두 상호와 상체가 긴 편인데, 특히 불상의 육계는 유난히 길게 조성되어 이색적인 느낌마저 들게 한다. 불상의 큼직큼직한 나발과 단순하게 처리한 법의 자락은 조선초기부터 내려오던 특징이다.
불상의 눈언저리에 보이는 다크서클 같이 처리한 음영 기법이나 아래 입술을 도톰하게 만들어 처지게 표현한 것 등은 조각승 인일(仁日)과 수천(守天)의 조형 미감과 관련될 가능성이 있다. 보살상들은 조성발원문에서 기록된 바와 같이 조선시대 1610년에 조성되었는데, 1620년의 약수선원 보살입상(현 동국대박물관 소장)과 전체적으로 비슷한 분위기를 연출하고 있다.
이들 보살상 중 좌협시보살상은 천의식으로, 우협시보살상은 대의식으로 법의를 착용하고 있다. 한편 좌협시보살상의 양쪽 어깨 위를 덮고 있는 머리카락의 표현법과 하반신 중앙에 타원형을 그리며 드리워져 있는 화려한 장엄, 우협시보살상의 보발이 귀 밑에서 정리되는 표현법 등은 가장 중요한 특징들이라고 할 수 있다. 물론 우협시보살상의 보발 장식은 경기도 광주 수도사 보살상과 서울 보문사 관음보살상과 유사한데, 이들 보살상 역시 17세기 조성된 것으로 추정된다.
신륵사 목조아미타여래삼존상은 조성자와 조성시기가 분명할 뿐만 아니라 인일이라는 새로운 조각승의 이름이 확인되어 향후 조선시대 불상 연구에 있어서 중요한 기준작이 될 것으로 판단된다.

## 참고 자료
- 여주 신륵사 목조아미타여래삼존상 - 국가유산청 국가유산포털